# Mehdi Dehbi
Mehdi Dehbi est un acteur et metteur en scène belge, né le 5 décembre 1985 à Liège.

## Biographie
Mehdi Dehbi est né en 1985 à Liège dans la maternité de Bavière, qui deviendra plus tard l'Académie Grétry de Liège, sa première école de théâtre et musique (il n'a alors que dix ans). C'est à seize ans qu'il tourne son premier long métrage : Le Soleil assassiné réalisé par Abdelkrim Bahloul et produit par les Frères Dardenne. Le film est sélectionné à la Mostra du Festival de Venise. Ce premier rôle lui vaut d'emblée une sélection pour le prix Joseph-Plateau en tant que meilleur acteur.
En 2003, il intègre le Conservatoire royal de Bruxelles, avant d'être admis sur concours au Conservatoire national supérieur d'art dramatique de Paris dans la classe de Dominique Valadié, entre autres. L'année suivante, il accède, sur concours de nouveau, à une formation intense à la London Academy of Music and Dramatic Art, ce qui lui permet de jouer Roméo en anglais sur une scène londonienne.
Il retourne à Paris afin de terminer sa formation au Conservatoire avec Éric Lacascade, et enchaîne au cinéma dans La Folle Histoire d'amour de Simon Eskenazy dès sa sortie d'école avec un rôle quadruple (il joue Naïm, deux femmes et un travesti), ce qui lui vaut une présélection « Révélations » pour les César de 2010 et le prix Premiers Rendez-vous au Festival du film de Cabourg la même année.
Il poursuit une carrière cinématographique de plus en plus internationale — il parle six langues —, et tourne avec des réalisateurs aussi variés que Giacomo Battiato, Jan Krüger, Lorraine Lévy, Babak Najafi ou encore Anton Corbijn. Il reçoit en janvier 2011 le FIPA d'or d’interprétation masculine pour son rôle dans L'Infiltré. Aux Magritte du cinéma 2014, il est nommé pour le Magritte du meilleur espoir masculin pour Le Sac de farine de Kadija Leclere. 
Il poursuit également une carrière théâtrale qui le voit jouer entre autres dans Baïbars le mamelouk qui devint sultan mis en scène par Marcel Bozonnet (2009-2010), Terre Sainte mise en scène par Sophie Akrich (2009) ou encore Roméo et Juliette par David Bobée au Théâtre de Chaillot à Paris puis dans toute la France. En 2012, il fait ses débuts en tant que metteur en scène au théâtre avec Les Justes d'Albert Camus qui lui vaudra une nomination en tant que Découverte au prix de la Critique.
Il est à l'affiche de Messiah, série originale Netflix sortie le 1er janvier 2020, dans laquelle il tient le rôle titre,.

## Filmographie

### Cinéma

#### Longs métrages
- 2003 : Le Soleil assassiné de Abdelkrim Bahloul : Hamid
- 2009 : La Folle histoire d'amour de Simon Eskenazy de Jean-Jacques Zilbermann : Naïm/Angela
- 2010 : Sweet Valentine de Emma Luchini : Pierre, le jaloux
- 2011 : Looking for Simon de Jan Krüger : Jalil
- 2012 : Le Fils de l'autre de Lorraine Lévy : Yacine
- 2012 : Le Sac de farine de Kadija Leclere : Nari
- 2013 : Mary Queen of Scots de Thomas Imbach : David Rizzio
- 2013 : Je ne suis pas mort de Mehdi Ben Attia : Yacine
- 2014 : Un homme très recherché de Anton Corbijn : Jamal
- 2014 : Lili Rose de Bruno Ballouard : Samir
- 2014 : Una storia sbagliata (en) de Gianluca Maria Tavarelli : Khaleed
- 2015 : The Godmother (en) de Eva Sørhaug
- 2015 : La Chute de Londres (London Has Fallen) de Babak Najafi : Sultan Mansoor
- 2022 : La Conspiration du Caire (Walad Min Al Janna) de Tarik Saleh : Zizo
- 2023 : Animalia, de Sofia Alaoui : Amine.

#### Courts métrages
- 2007 : Bourreau de Frédérick Vin : le suicidé
- 2016 : Mescaline de Clarisse Hahn : Mehdi

### Télévision

#### Téléfilm
- 2010 : L'Infiltré de Giacomo Battiato : Issam Mourad

#### Séries télévisées
- 2007 : Septième ciel Belgique : Guillaume
- 2014 : Tyrant : Abdul
- 2020 : Messiah : Al-Masih

## Théâtre

### En tant que comédien
- 2007 : Romeo and Juliet de William Shakespeare, mis en scène par John Baxter - Romeo
- 2009 : Terre Sainte de Mohamed Kacimi, mis en scène par Sophie Akrich
- 2009-2010 : Baïbars le mamelouk qui devint sultan mis en scène par Marcel Bozonnet
- 2010 : Splendid's de Jean Genet, mis en scène par Cristèle Alves Meira
- 2011 : Gare de l'Est création de Sophie Akrich
- 2012 : Roméo et Juliette de William Shakespeare, nouvelle traduction de Pascal Collin et Antoine Collin, mis en scène par David Bobée - Roméo

### En tant que metteur en scène
- 2013 : Les Justes d'Albert Camus

## Distinctions
- Prix Joseph-Plateau 2003 : sélection pour le prix du meilleur acteur[1] pour Le Soleil assassiné
- César 2010 : présélection « Révélations » pour La Folle histoire d'amour de Simon Eskenazy
- Festival du film de Cabourg 2010 : Prix Premiers Rendez-Vous pour un acteur pour La Folle histoire d'amour de Simon Eskenazy
- FIPA d'or 2011 : FIPA d'or d'interprétation masculine pour L'Infiltré[5]
- César 2012 : résélection « Révélations » pour Le Fils de l'autre
- Festival international du film de Boulogne-Billancourt 2012 : Meilleur acteur pour Le Fils de l'autre
- Magritte du cinéma 2014 : nomination pour le Magritte du meilleur espoir masculin pour Le Sac de farine
- Découverte aux Prix de la Critique 2014 : Nomination en tant que metteur en scène